# Хаас, Эвелин
Эвелин Хаас (нем. Evelyn Haas; род. 7 апреля 1949, Ганновер, Германия) — немецкий юрист и педагог, судья Конституционного суда Германии (1994—2006).

## Биография
Родилась 7 апреля 1949 года в Ганновере, Нижняя Саксония, Германия.
В 1974 году защитила докторскую диссертацию, после чего на протяжении года работала в административном суде Нижней Саксонии, а затем была направлена в местное правительство Вольфсбурга. С 1982 года Хаас стала работать научным сотрудником по правовым вопросам в Федеральном правительстве Германии, а в 1986 году стала судьёй верховного административного суда Люнебурга. Кроме того, с 1987 года она также возглавляла отдел Государственной канцелярии Нижней Саксонии.
В сентябре 1994 года она была назначена судьёй Конституционного суда Германии. На этом посту она курировала вопросы в области налогового права, права развития, строительного права, земельного права, права наземного транспорта и городского развития. Срок её полномочий истёк в октябре 2006 года, после чего в суде осталась лишь одна женщина, что возродило споры о том, что женщины находятся в невыгодном положении в немецкой правовой системе.
С 2002 года Хаас стала преподавать право в Тюбингенском университете.